# 1975年のMLBドラフト
1975年のMLBドラフト（1975 First-Year Player Draft）とは、1975年6月に行われたMLBのアマチュアドラフトである。この年の1巡目指名からオールスターゲームに出場した選手が1人も出なかった。多くの専門家がドラフトの歴史の中で最大の外れ年だったとしている。

## 1巡目指名
| 順位 | 選手                   | チーム                         | 守備位置 | 学校                         |
| ---- | ---------------------- | ------------------------------ | -------- | ---------------------------- |
| 1    | ダニー・グッドウィン   | カリフォルニア・エンゼルス     | 捕手     | サザン大学                   |
| 2    | マイク・レンツ         | サンディエゴ・パドレス         | 投手     | ジュアニータ高校             |
| 3    | レス・フィルキンズ     | デトロイト・タイガース         | 外野手   | ジョージ・ワシントン高校     |
| 4    | ブライアン・ロジンスキ | シカゴ・カブス                 | 外野手   | エバンストン高校             |
| 5    | リチャード・オキーフ   | ミルウォーキー・ブルワーズ     | 投手     | ヨークタウンハイツ高校       |
| 6    | ブッチ・ベントン       | ニューヨーク・メッツ           | 捕手     | ガドビー高校                 |
| 7    | リック・セローン       | クリーブランド・インディアンス | 捕手     | シートン・ホール大学         |
| 8    | テッド・バーニクル     | サンフランシスコ・ジャイアンツ | 投手     | ジャクソンビル州立大学       |
| 9    | クリント・ハードル     | カンザスシティ・ロイヤルズ     | 外野手   | メリット島高校               |
| 10   | アート・マイルズ       | モントリオール・エクスポズ     | 遊撃手   | デビッド・クロケット高校     |
| 11   | クリス・ナップ         | シカゴ・ホワイトソックス       | 投手     | 中央ミシガン大学             |
| 12   | サム・ウェルボーン     | フィラデルフィア・フィリーズ   | 投手     | ウィチタフォールズ高校       |
| 13   | リック・ソフィールド   | ミネソタ・ツインズ             | 遊撃手   | モリス高校                   |
| 14   | ボー・マクラフリン     | ヒューストン・アストロズ       | 投手     | デビッド・リップスコーン大学 |
| 15   | オーティス・フォスター | ボストン・レッドソックス       | 一塁手   | ハイポイント大学             |
| 16   | デビッド・ジョンソン   | セントルイス・カージナルス     | 投手     | ゲイロード高校               |
| 17   | ジム・ギデオン         | テキサス・レンジャーズ         | 投手     | テキサス大学                 |
| 18   | ドナルド・ヤング       | アトランタ・ブレーブス         | 捕手     | ドス・プエブロス高校         |
| 19   | ジム・マクドナルド     | ニューヨーク・ヤンキース       | 一塁手   | バーバム・ダイ高校           |
| 20   | デール・ベラ           | ピッツバーグ・パイレーツ       | 遊撃手   | モントクレア高校             |
| 21   | ブルース・ロビンソン   | オークランド・アスレチックス   | 捕手     | スタンフォード大学           |
| 22   | トニー・モレット       | シンシナティ・レッズ           | 外野手   | ハリソン高校                 |
| 23   | デーブ・フォード       | ボルチモア・オリオールズ       | 投手     | リンカーン・ウェスト高校     |
| 24   | マーク・ブラッドリー   | ロサンゼルス・ドジャース       | 遊撃手   | エリザベスタウン高校         |